# Avicenna
Avicenna (in persiano اِبْن سِینَا‎, Ibn Sīnā, o Pūr-i Sīnā; Afshana, 22 agosto 980 – Hamadan, 21 giugno 1037) è stato un medico, filosofo, matematico, logico e fisico persiano.
Le sue opere più famose sono Il libro della guarigione e Il canone della medicina (conosciuto anche come Qānūn). Il suo nome latinizzato è un'alterazione di Ibn Sīnā, il suo nasab (rapporto di filiazione). Fu una delle figure più note nel mondo islamico; in Europa Avicenna diventò una figura importante a partire dal Mille; fu riconosciuto autore di importantissime opere nel campo della medicina rimaste incontrastate per più di sei secoli.
È considerato da molti come "il padre della medicina moderna". George Sarton, storico della scienza, ha indicato Avicenna come: "il più famoso scienziato dell'Islam e uno dei più famosi di tutte le razze, luoghi e tempi".

## Biografia
Numerose fonti parlano di Bukhara come suo luogo di nascita, anche se altre indicano Afshana, vicino a Bukhara (attuale Uzbekistan) e che la sua famiglia si trasferì a Kharmaithen (o Kharmaythnah) quando era ancora giovane. Il suo nome completo era Abū ʿAlī al-Ḥusayn ibn ʿAbd Allāh ibn al-Ḥasan ibn ʿAlī ibn Sīnā al-Balkhī al-Bukhārī (in persiano أبو علي الحسين بن عبد الله بن الحسن بن علي بن سينا البلخي البخاري‎).
Il padre di Ibn Sina era invece di Balkh (all'epoca compresa nel Khorasan ma attualmente parte dell'Afghanistan sotto il nome di Mazār-i Sharīf) ed era esattore delle tasse nella vicina città di Harmaitin, sotto Nuh II Ibn Manṣūr, emiro della famiglia dei Samanidi. Sua madre era invece di Bukhara.
Alla nascita del fratello minore di Avicenna, la famiglia si trasferì a Bukhara, allora una delle città principali del mondo musulmano e famosa per la sua antica cultura, ben precedente alla conquista arabo-islamica dell'Asia centrale.
Avicenna fu affidato alla cura di un insegnante privato e la sua precocità destò la meraviglia di tutto il vicinato; mostrò un'eccezionale condotta intellettuale, fu un bambino prodigio che imparò a memoria il Corano all'età di 10 anni e aveva anche una grande abilità nella poesia araba. Da un erbivendolo imparò l'aritmetica e cominciò a memorizzare molte cose grazie a un erudito errante che si guadagnava da vivere curando i malati e insegnando ai giovani.
Tuttavia rimase molto affascinato dai problemi della metafisica ed in particolare dai lavori di Aristotele. Così per circa un anno e mezzo si dedicò anche alla filosofia, incontrando in questa disciplina gli ostacoli maggiori. In questi momenti di ricerca frustrante e confusa egli lasciava i suoi libri, faceva le abluzioni richieste, poi andava alla moschea e continuava a pregare fino a quando la luce spezzava le sue difficoltà. Nel profondo della notte, nei suoi sogni trovava la soluzione dei problemi che lo perseguitavano. Si dice che lesse per ben quaranta volte la Metafisica di Aristotele, fino a quando le parole si impressero nella sua memoria; ma il loro significato continuava a rimanergli irrimediabilmente oscuro, fino a che un giorno trovò l'illuminazione da un piccolo commentario di al-Fārābī che aveva comprato ad una bancarella di libri per la piccola somma di tre dirham. Grande fu la sua gioia a questa scoperta, ottenuta da uno scritto da cui si sarebbe aspettato soltanto del mistero, così si affrettò a ringraziare Dio ed elargì elemosina ai poveri.
Si dedicò alla medicina all'età di 16 anni e non solo imparò la teoria medica, ma dall'assistenza gratuita ai malati scoprì, secondo i suoi assistiti, nuovi metodi di cura. L'adolescente raggiunse lo status di medico all'età di 18 anni e dichiarò che: "la medicina non è una scienza difficile e complessa, come la matematica e la metafisica, così io ho fatto grossi progressi in poco tempo; sono diventato un dottore eccellente e ho cominciato a prendermi cura dei pazienti usando i rimedi appropriati". La fama del giovane medico si sparse velocemente e curò numerosi pazienti senza richiedere nessun pagamento. A 18 anni i biografi riportano come avesse già assimilato tutte le opere scritte che il grande centro di Bukhara aveva a disposizione.
Per varie traversie di carattere familiare e politico egli non poté dedicarsi completamente allo studio, dovendo accettare alcuni gravosi incarichi pubblici ed essendo costretto ad esercitare la professione di medico per mantenersi.

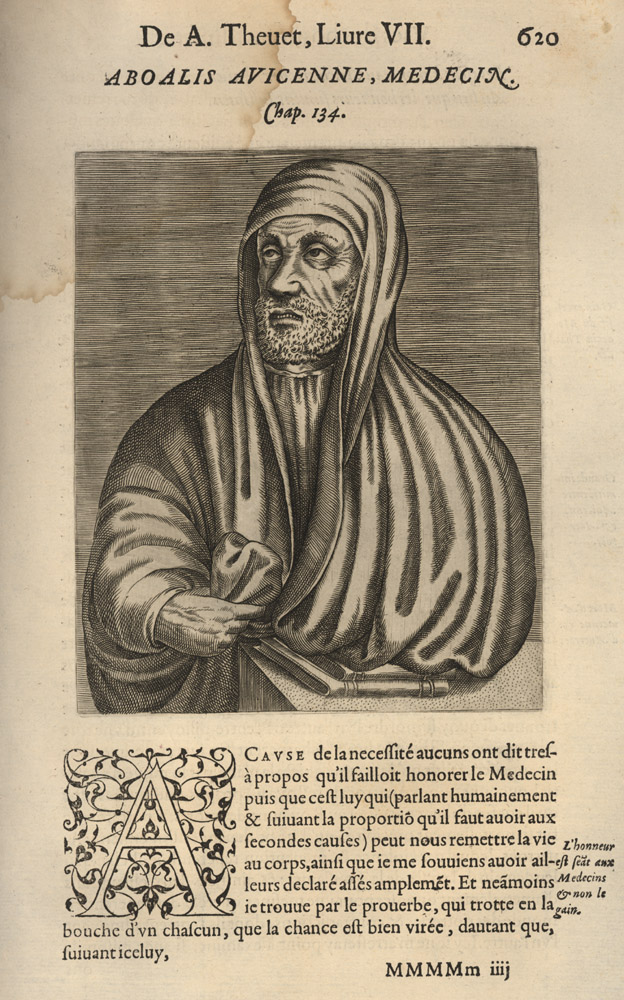
Avicenna, medico e filosofo autore del Canone di medicina e del Libro della guarigione

## Studi ed esperimenti
Di Avicenna alcuni studiosi occidentali hanno voluto sottolineare la laicità, anche se il suo pensiero è fedele ai principi pedagogico-culturali dell'Islam. Egli radicava infatti il suo pensiero nella teologia, dalla quale la conoscenza si espandeva verso la matematica, la geometria, le scienze naturali, l'astronomia e la musica. In particolare il Qānūn e il Kitab al-Shifa furono tradotte e studiatissime in Occidente, alla base degli studi medici successivi. In queste opere Avicenna effettuò una sintesi per alcuni versi geniale tra la dottrina di Aristotele e le teorie mediche di Ippocrate. L'Aristotele che egli conobbe era quello conosciuto anche in occidente prima della "rivoluzione scolastica" del XIII secolo, cioè era imbevuto di molti elementi neoplatonici.

Avicenna realizzò complessivamente un monumentale patrimonio culturale, costituito da oltre 100 saggi, alcuni di poche pagine, altri estesi in più volumi.

## Filosofia
Si occupò di etica, logica e metafisica. Molti di questi trattati li ha scritti in arabo, che de facto era la lingua utilizzata nei saggi scientifici dell'epoca, mentre altre opere le ha compilate in persiano.

Nel mondo islamico medievale, Avicenna ebbe grandi meriti sia per il tentativo di rifondare una filosofia orientale, sia per lo sforzo proteso al riavvicinamento del modello di Aristotele con quello di Platone, utilizzando come collante le fondamenta della filosofia islamica a sfondo religioso Kalām. Avicenna influenzò i pensatori medievali europei, in particolar modo per la sua dottrina sulla natura dell'anima e per quella sulla distinzione fra esistenza ed essenza. 
I suoi modelli di pensiero tennero in grande considerazione gli studi precedenti di Al-Farabi.

### Logica
Avicenna discusse estesamente, nei suoi trattati, di logica, mantenendosi nell'ambito del sistema filosofico islamico, e sviluppò un suo sistema, conosciuto come "logica avicenniana", alternativo alla logica aristotelica. Dal 1100 d.C., il suo sistema divenne quello preponderante all'interno del mondo islamico, scalzando quello aristotelico. Dopo la traduzione in latino, avvenuta subito dopo il 1100 d.C., la logica avicenniana influenzò anche l'Europa.

Elaborò, in anticipo sui tempi, una teoria sul sillogismo ipotetico, che costituì le basi dell'analisi dei fattori di rischio. 
Ha anche sviluppato una teoria all'avanguardia, nel campo del calcolo proposizionale.
La prima critica alla logica aristotelica fu formulata da Avicenna quando ideò un'originale teoria di sillogismo a modalità temporale.
Inoltre contribuì alla formazione della logica induttiva, essendo stato il primo a descriverne il metodo di concordanze, differenze e variazioni concomitanti; questi studi hanno gettato le basi della logica induttiva e del metodo scientifico.

### Metafisica
La visione di Dio espressa da Avicenna nelle sue opere, pur nel rispetto dei principi dell'Islam, sfiorò anche il pensiero della classicità greco e si avvicinò all'Uno di Plotino. Dio, secondo il concetto di Avicenna, è un Essere necessario.
Avicenna distinse nitidamente fra essenza ed esistenza delle cose, arguendo che la forma e la materia non possono interagire da sole e originare il movimento, il flusso vitale dell'universo ed il divenire dell'esistenza. Quest'ultima deriva da una causa agente che necessariamente mette in relazione esistenza ed essenza; solo in questo modo le cause delle cose esistenti possono coesistere con gli effetti.
Il suo modello di spiegazione sugli attributi del mondo e dell'essenza si è risolto in un'analisi ontologica delle modalità dell'essere, che Avicenna suddivise in tre tipi, denominati: impossibilità, contingenza e necessità; l'essere impossibile è quello che non esiste, mentre il contingente ha bisogno di una causa esterna da sé; invece l'Essere necessario, forte della sua unicità, riflettendo la sua essenza, è in grado di generare la prima intelligenza; in base a questo sistema di emanazione, dalla prima intelligenza ne deriva una seconda e così via, fino ad arrivare all'ultima della serie, la Luna. Avicenna ritenne che l'Essere necessario fosse la causa efficiente solo della prima intelligenza, mentre le altre le plasmasse in modo indiretto.
Per quanto riguarda il campo delle conoscenze divine e l'incidenza della provvidenza, Avicenna affermò che Dio conosce le cose particolari, sia perché sono universali, sia grazie alla sua scienza e alla consapevolezza. 
Sostenne il concetto dell'eternità sia dell'universo sia di Dio, e negò un tempo e un luogo antecedente all'Essere necessario.
Nel suo lungo percorso di indagine metafisico, Avicenna affrontò il tema della causa del male del mondo, ipotizzando che si diffonde solo per accidente; il male nasce dalle imperfezioni della natura ed in presenza della potenza, ed in qualunque caso in un mondo materiale, concluse Avicenna, il bene deve lasciare spazio anche al suo contrario.
Gli studi di Avicenna hanno influenzato il pensiero di molti suoi successori, tra i quali Tommaso d'Aquino.
Nel Libro della guarigione, Avicenna discusse della filosofia della scienza e descrisse, in anticipo sui tempi, un metodo di indagine scientifica, criticando le posizioni di Aristotele. Analizzando le proprietà dei metodi dell'epoca, si domandò come uno scienziato potesse arrivare alle ipotesi, agli assiomi, alle deduzioni iniziali, senza inferirle dalle premesse. La sua soluzione è stata una combinazione di due metodi diversi, l'antico metodo aristotelico induttivo e il metodo di sperimentazione ed esame. Avicenna criticò il metodo aristotelico, ritenendolo privo dei requisiti di assolutezza e di universalità.

### Teologia
Avicenna fu un devoto musulmano, ed il suo intento era di riconciliare le posizioni della filosofia razionale con quelle islamiche. Cercò di dimostrare l'esistenza di Dio e la sua creazione del mondo, anche attraverso principi scientifici, logico-razionali.
Avicenna scrisse saggi sulla teologia e sui profeti islamici, che egli definì "filosofi ispirati", oltre ad effettuare varie riletture del Corano, come per esempio, una cosmologica, corrispondente al suo sistema filosofico.

### Psicologia

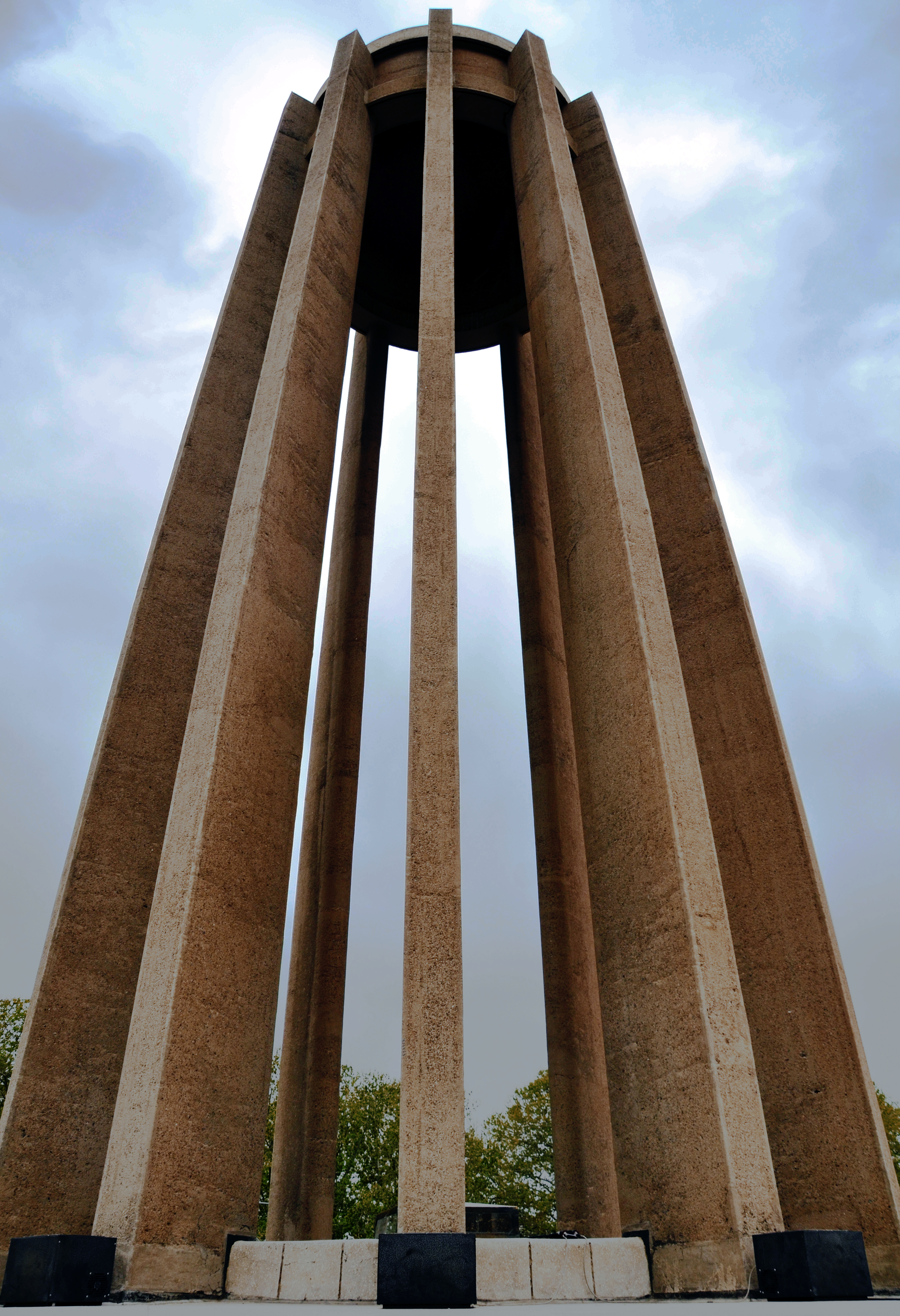
Tomba di Avicenna ad Hamedan in Iran (vista di lato)

Nella psicologia musulmana, nel campo delle neuroscienze e della neuropsichiatria Avicenna fu un pioniere; infatti descrisse, per primo, numerosi condizioni, quali allucinazioni, incubi, insonnia, mania, melanconia, demenza, epilessia, paralisi, vertigine e tremore. È considerato un precursore anche nei settori della medicina psicosomatica e della psicofisiologia. Studiò con attenzione stati di malessere causati da forti emozioni e ideò un sistema per associare i cambiamenti del battito cardiaco con le forti emozioni, anticipando di qualche secolo i test psicofisiologici.
Nel suo monumentale Canone della medicina, Avicenna descrisse dettagliatamente la malinconia, gli stati depressivi e certi tipi di fobie.

## Scienze

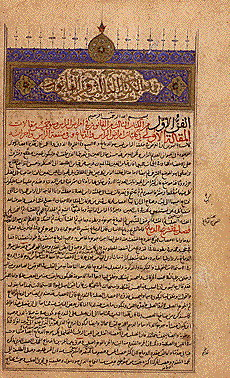
Kitāb al-Qānūn fī l-ṭibb, "Il libro del canone della medicina"

### Fisica
Nel settore della fisica, Avicenna fu il primo a impiegare un termometro, per misurare la temperatura dell'aria nei suoi esperimenti scientifici. Tale fatto era sostenuto da Galileo Galilei, da Cornelius Drebbel, da Robert Fludd e da Santorio.
In meccanica, elaborò una teoria del moto, nella quale poneva una distinzione fra l'inclinazione e la forza di un proiettile, riuscendo a ipotizzare un movimento tendente all'infinito, in presenza di condizioni di vuoto assoluto. È stato considerato un precursore delle leggi di Newton sull'inerzia e sulla forza risultante.
Avicenna ipotizzò che la velocità della luce fosse finita e osservò che la percezione della luce è causata dall'emissione di particelle luminose; inoltre provvide a dettagliare una sofisticata spiegazione dell'arcobaleno. 

### Astronomia e astrologia
Nel 1070, un suo allievo affermò che Avicenna aveva risolto alcuni problemi matematico-astronomici nell'ambito del modello planetario.

Gli studi astrologici furono scartati da Avicenna perché non si prestavano ad un approccio empirico e la loro visione del mondo era conflittuale con l'Islam.

### Chimica
Nella disciplina chimica, Avicenna descrisse il sistema di distillazione a vapore.
La tecnica era usata per la produzione di alcool e oli essenziali. 
È stato uno dei primi pensatori moderni a osteggiare l'alchimia, di cui criticò la teoria della trasmutazione delle sostanze.

Si preoccupò di classificare i corpi inorganici, racchiudendoli in quattro categorie.

### Medicina
Ai tempi di Avicenna la medicina tradizionale era la cosiddetta Yunānī, ossia "greca", fondata dai capiscuola Ippocrate e Galeno. Intorno all'anno 1025 Avicenna finì di elaborare Il canone della medicina, che risentì dell'influenza anche dalla antica medicina indiana Ayurveda (Sushruta e Charaka).

#### Il canone della medicina
L'opera che lo ha reso celebre in Europa è Il canone della medicina (in arabo  القانون في الطب‎?, al-Qānūn fī l-ṭibb), che diverrà il manuale medico più seguito fino al 1700.
Il libro è noto per la sua introduzione alla sperimentazione sistematica applicata agli studi di fisiologia,

la scoperta delle malattie contagiose e di quelle trasmesse tramite i rapporti sessuali,
l'introduzione della quarantena, la medicina sperimentale,
l'utilizzo di analisi cliniche,
gli studi neuropsichiatrici, l'analisi dei fattori di rischio, l'intuizione della presenza di sindromi associate a specifiche malattie,
l'ipotesi della presenza di microrganismi.
Il suo lavoro non si fermò alla descrizione dei sintomi, ma comprese anche la classificazione delle malattie e delle possibili cause, oltre alla sperimentazione di nuovi medicamenti e rimedi, che sono considerati le basi della moderna farmacologia. Inoltre si soffermò sulle condizioni e sulle misure igieniche e sulla loro incidenza.
Il libro incluse anche una trattazione anatomica.
Tra gli studi più all'avanguardia, comparvero le asserzioni della contagiosità della tubercolosi, gli studi anatomici dell'occhio umano, le complicazioni indotte dal diabete.
Avicenna presentò, all'interno del libro, anche la sua teoria degli umori e temperamenti, raggruppando in quattro grandi categorie i tipi umani, relazionati per caratteristiche psicofisiche.

### Altri studi

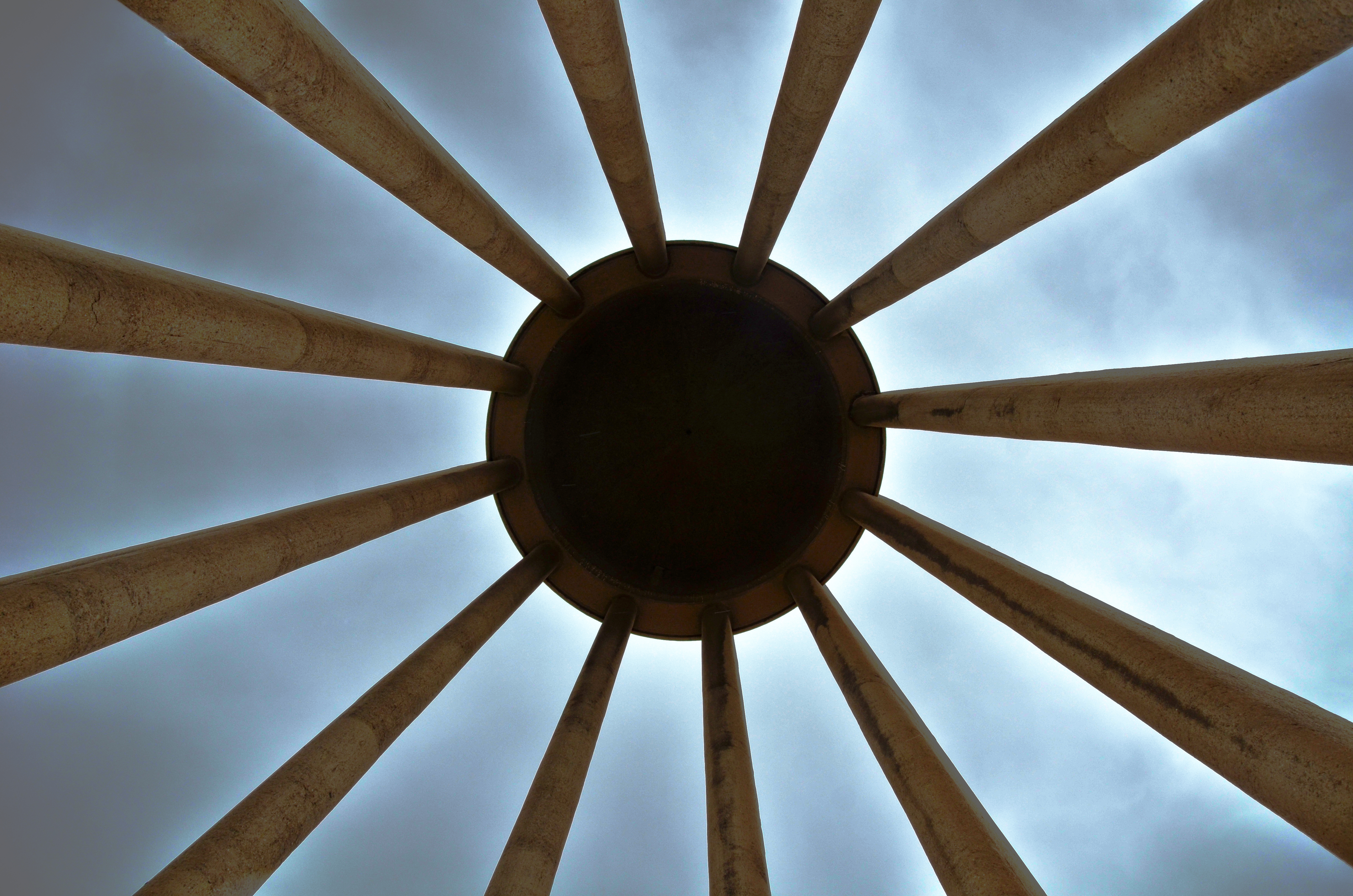
Tomba di Avicenna ad Hamedan in Iran (vista dal basso)

Avicenna ha brillato anche nella meccanica e nell'ingegneria, occupandosi di analisi di originali dispositivi, e distinguendosi perché effettuò il primo tentativo, scritto, di classificazione scientifica dei macchinari. Per primo ha descritto e illustrato accuratamente, il principio di funzionamento di argani, molinelli, cunei, leve, carrucole, ingranaggi a vite.
Oltre a tutto questo enorme lascito culturale, Avicenna è stato anche un valente poeta.

## Citazioni
Avicenna e Averroè sono gli unici due filosofi musulmani che possono seder tra filosofica famiglia (Dante Alighieri, Commedia, Inferno, IV, 132), composta da filosofi latini e greci.

## Opere

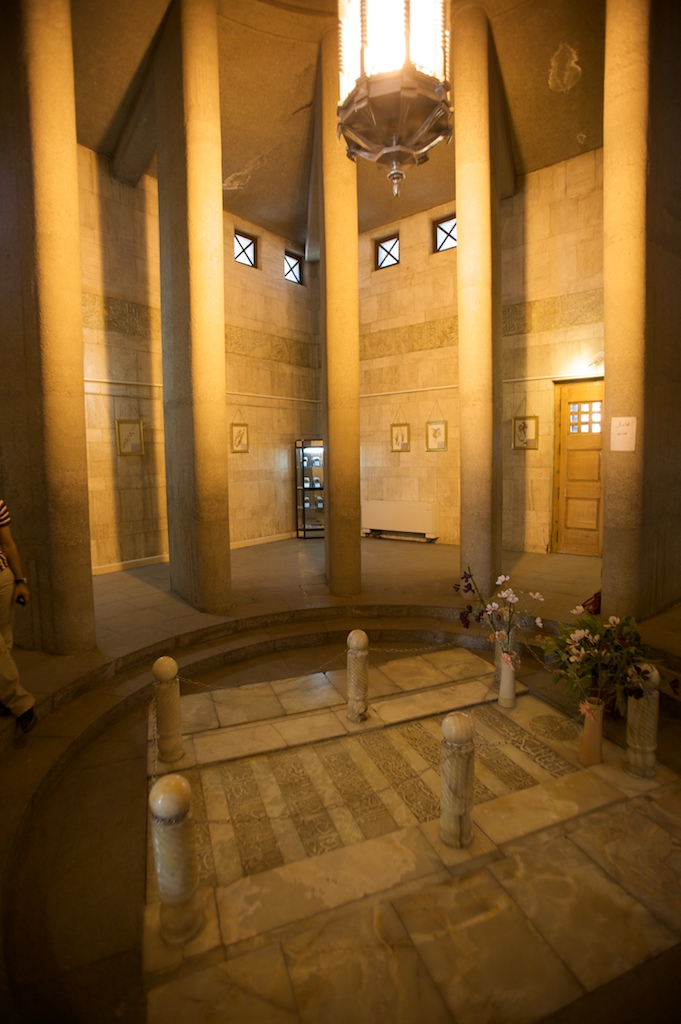
Mausoleo di Avicenna

Il corpus di opere di Avicenna è molto ampio, le opere sicuramente autentiche sono oltre 100, ma molte sono quelle non conservate. Ciò che rimane è sufficiente per offrire un saggio della conoscenza e erudizione, che, se sommato alla constatazione di come egli fosse spesso obbligato a scrivere in condizioni disagiate, spesso in viaggio e senza i necessari testi di riscontro, lo rende uno dei più grandi pensatori di tutti i tempi.
Un elenco completo dei suoi scritti si trova nel volume di Dimitri Gutas, Avicenna and the Aristotelian Tradition. Introduction to Reading Avicenna's Philosophical Works, Leiden-Boston Brill, 2014, pp. 389–558.
- Autobiografia
  - Sirat al-shaykh al-ra'is (La Vita di Ibn Sina, autobiografia di Avicenna)
- Opere filosofiche maggiori
  - Kitāb al-Shifā (Libro della guarigione, la più importante, in quattro parti: logica, fisica, matematica, metafisica)
  - Kitāb al-Najāt (Libro della Salvezza)
  - Kitāb al-išārāt wa ’l-tanbīhāt (Libro delle indicazioni e delle messe in allerta)
  - Dāneš Nāmeh (Libro della conoscenza scientifica, in persiano)
  - Kitàb al-Hidàya (Libro di Orientamento)
  - Kitàb al-I“àràt wa-l-tanbìhàt (Libro delle Direttive ed Osservazioni)
- Opere minori
  - Mantiq al-Ma“riqiyyùn (Gli Orientali) o Al-Hikma al-ma“riqiyya (Filosofia orientale)
- Opere di medicina
  - Qānūn fī l-ṭibb (Il canone della medicina), tradotto da Gerardo da Cremona o da Gerardo da Sabbioneta (non si ha la certezza circa l'effettivo traduttore dell'opera, anche se si propende ad assegnare al secondo questo merito) in latino col nome di "Liber canonis medicinae" (Il canone della medicina).

## Dediche
- Ad Avicenna è intitolato il cratere Avicenna sulla Luna[37].
- Nel villaggio natale di Afshana in Uzbekistan vi è un museo a lui dedicato.[38]
- Il minerale avicennite (Tl2O3) è chiamato così in suo onore.[39]
- Il Picco Ibn Sina, in Tagikistan, una delle più alte vette del Pamir, è intitolato in suo onore.